# Păstrovo, Stara Zagora
Păstrovo (în bulgară Пъстрово) este un sat în comuna Stara Zagora, regiunea Stara Zagora,  Bulgaria. 

## Demografie
Componența etnică a satului Păstrovo
     Turci (14,81%)
     Bulgari (85,18%)
     Nicio identificare (0%)
     Altele (0%)
La recensământul din 2011, populația satului Păstrovo era de 54 locuitori. Din punct de vedere etnic, majoritatea locuitorilor (85,18%) erau bulgari, cu o minoritate de turci (14,81%). Pentru 0% din locuitori nu este cunoscută apartenența etnică.